# Euphorbia carniolica
Euphorbia carniolica es una especie fanerógama perteneciente a la familia de las euforbiáceas.  Es originaria de los Balcanes.

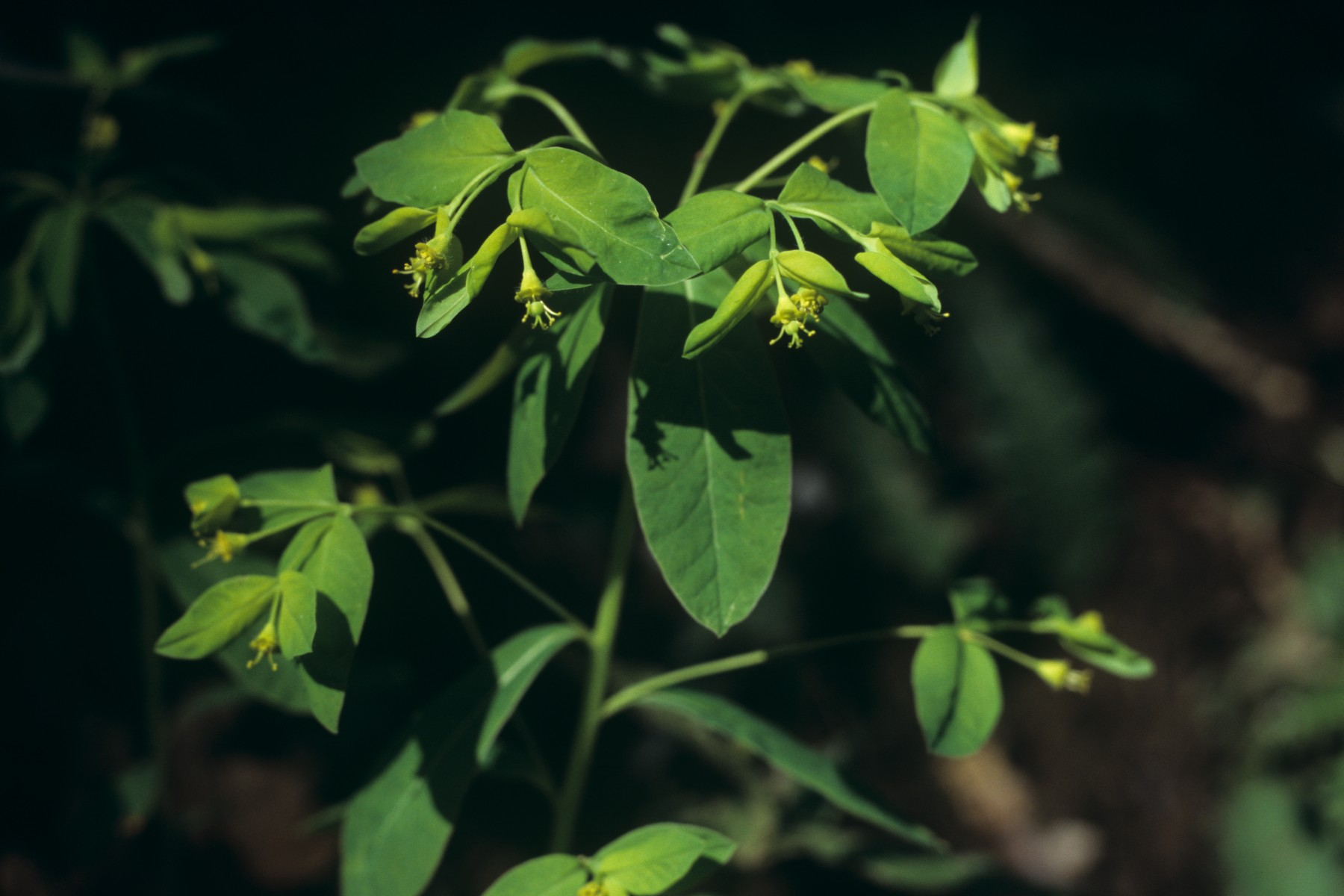
Vista de la planta

## Descripción
E una planta perenne herbácea arbolada, con riizoma rastrero que alcanza un tamaño de entre 20 y 40 cm de altura. Sus verdes y brillantes hojas están dispuestas una frente a otra y miden hasta 7 cm de largo. La forma es  lanceolada con la parte inferior pubescente. Entre las inflorescencias en cada caso las dos primeras hojas son opuestas y llamativo color verdoso al amarillo dorado.  El período de floración se extiende de abril a junio. La cápsula de la fruta es verrugosa exterior.  

## Taxonomía
Euphorbia carniolica fue descrita por Nikolaus Joseph von Jacquin y publicado en Florae Austriaceae 5: 34. 1778.
Etimología
Euphorbia: nombre genérico que deriva del médico griego del rey Juba II de Mauritania (52 a 50 a. C. - 23), Euphorbus, en su honor – o en alusión a su gran vientre –  ya que usaba médicamente Euphorbia resinifera. En 1753 Carlos Linneo asignó el nombre a todo el género.
carniolica: epíteto
Sinonimia
- Euphorbia ambigua Waldst. & Kit. ex Willd.
- Euphorbia angulata var. expansa (Janka) Boiss.
- Euphorbia expansa Janka
- Euphorbia mehadiensis Kit.
- Galarhoeus carniolicus (Jacq.) Haw.
- Tithymalus carniolicus (Jacq.) Raf.[4][5]